# سرایدار جدید
سرایدار جدید (به انگلیسی: The New Janitor) فیلمی کوتاه و صامت، به نویسندگی و کارگردانی و بازی چارلی چاپلین و تولید سال ۱۹۱۴ می‌باشد.

## داستان
چارلی سرایدار بانک است و به دختری که در بانک کار می‌کند علاقه دارد. روزی دختر متوجه دزدی یکی از کارکنان و با او درگیر می‌شود. اما چارلی به کمک دختر می‌آید و کارمند دزد را به پلیس تحویل می‌دهد.

## بازیگران
- چارلی چاپلین - سرایدار
- جس دندی - رئیس بانک
- جان تی دیلون - کارمند دزد
- ال سنت جان پسر بالابر
- هلن کرادرز - کارمند دختر